# Aleš Križan
Aleš Križan (Maribor, 25 luglio 1971) è un ex calciatore sloveno, di ruolo difensore.

## Palmarès

### Club

#### Competizioni nazionali
- Campionato sloveno: 3

Maribor: 1996-1997, 2000-2001, 2001-2002
- Coppa di Slovenia: 3

Maribor: 1991-1992, 1993-1994, 1996-1997